# فيروس ميروس

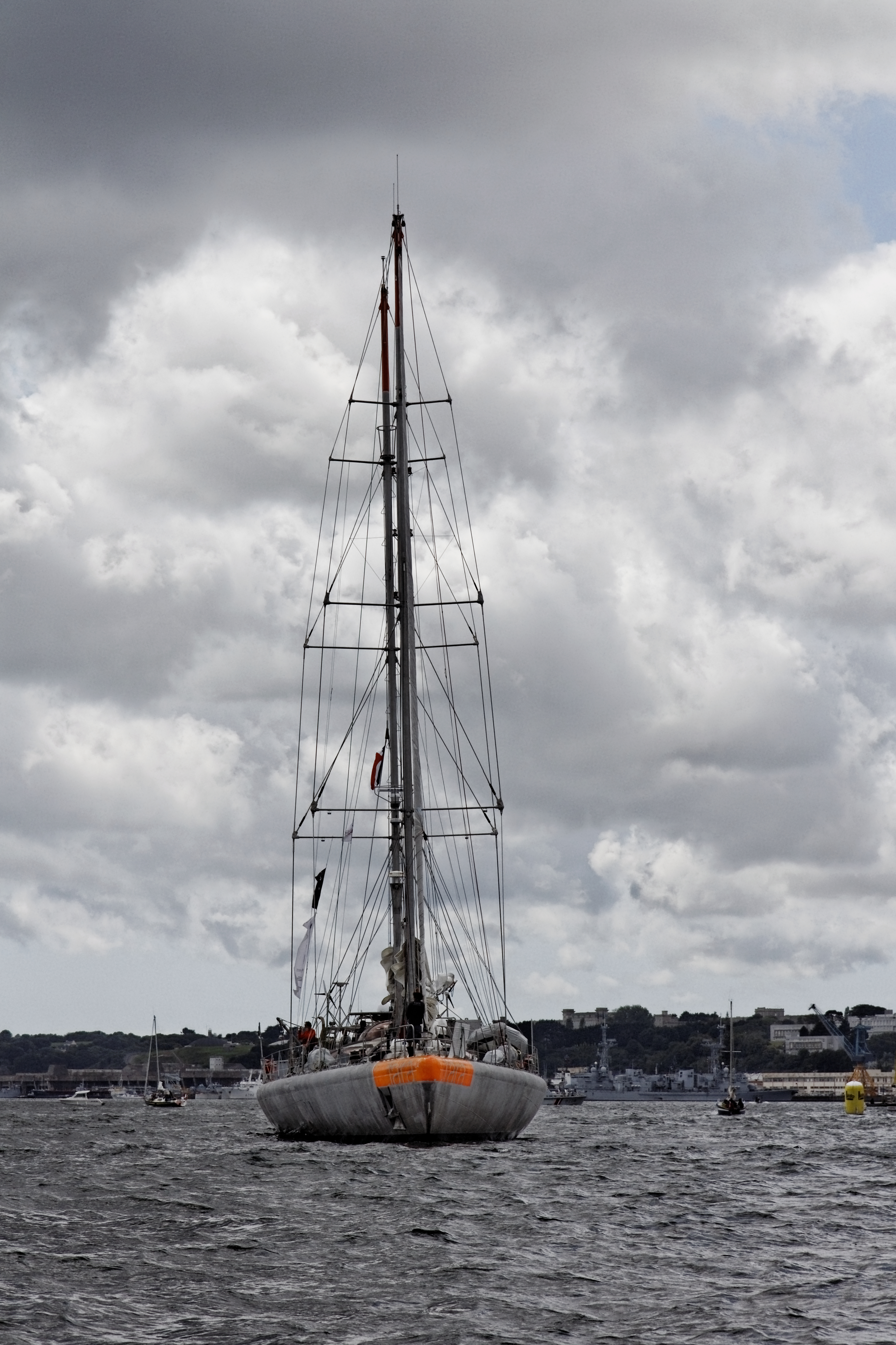
المركب الشراعي تارا في ميناء بريست في عام 2012.

فيروس ميروس Mirusviricota ، أو mirusviruses، هو فيروس جديد أُعلن عن اكتشافه في 19 أبريل 2023، حيث اشتركت مفوضية الطاقة الذرية والطاقات البديلة (CEA) والمركز الوطني الفرنسي للبحوث العلمية (CNRS) في تحليل العينات والبيانات التي جمعتها سفينة الأبحاث تارا خلال بعثتها Tara Oceans بين عامي 2009 و2013.
يُمثل فيروس ميروس شعبة مفترضة ضمن Duplodnaviria. ويوجد من هذا الفيروس Mirusviricota سبع مجموعات فرعية على الأقل، قد تتوافق مع عائلات متميزة.
تظهر هذه الفيروسات، التي توجد على سطح المحيطات، كما لو كانت تطور بين فيروسات الهربس والفيروسات العملاقة Giant virus. وتذكر الدراسات أنها تصيب وتقتل العديد من الكائنات وحيدة الخلية والعوالق، وذلك يجعل من الممكن لذلك الفيروس تنظيم تجمعاته وأيضًا إطلاق كمية كبيرة من المغذيات في بيئة المحيط، والتي تؤثر بطريقة كبيرة في السلسلة الغذائية.